# Haegen
 Haegen (en alsacià Haage) és un municipi francès, situat a la regió del Gran Est, al departament del Baix Rin. L'any 2004 tenia 650 habitants. Limita al nord-est amb Saverne i Gottenhouse, al sud-est amb Thal-Marmoutier i Reinhardsmunster, i l'oest amb Dabo, Haselbourg, Garrebourg, Hultehouse i Danne-et-Quatre-Vents.
Forma part del cantó de Saverne, del districte de Saverne i de la Comunitat de comunes del Pays de Saverne.

## Demografia
| 1962 | 1968 | 1975 | 1982 | 1990 | 1999 |
| ---- | ---- | ---- | ---- | ---- | ---- |
| 493  | 502  | 512  | 611  | 569  | 627  |

## Administració
| Període | Identitat     | Partit |
| ------- | ------------- | ------ |
| 2001-   | Pierre Oberle |        |